# Dietrich Claude
Dietrich Claude (* 12. Oktober 1933 in Düsseldorf; † 2. August 1999 in Marburg) war ein deutscher Historiker und Professor für Mittelalterliche Geschichte.

## Leben und Wirken
Dietrich Claude wurde 1933 als Sohn von Johanna Claude, geborene Thal, und ihrem Mann, dem Studienrat Edmund Claude, geboren. Er besuchte von 1946 bis 1950 die Landesschule Pforta. Anschließend wechselte er auf das Heese-Gymnasium in Berlin-Steglitz. Im Jahr 1953 legte er dort das Abitur ab. Claude studierte an den Universitäten Tübingen (1953), Toulouse (1957–1958) und an der FU Berlin (1953–1957 und 1958–1960) Geschichte, Romanistik und Volkswirtschaft. Bei Walter Schlesinger an der Freien Universität Berlin wurde er 1960 promoviert mit einer Arbeit über Topographie und Verfassung der Städte Bourges und Poitiers bis in das 11. Jahrhundert. Im Jahr 1962 heiratete er Gisele Schönrock. Seine Habilitation erfolgte 1969 mit einer Arbeit über die ersten Jahrhunderte des Erzbistums Magdeburg. Die mehr als 1000 Seiten umfassende Darstellung wurde zu einem grundlegenden Werk. Über Frankfurt am Main (1964) kam Claude als Assistent von Schlesinger an die Philipps-Universität Marburg. Im Jahr 1969 erhielt er die Venia Legendi für mittelalterliche Geschichte. 1971 wurde er Professor in Marburg und lehrte dort bis zu seiner Emeritierung 1990. Claude war Mitglied der Kommission für die Altertumskunde Nord- und Mitteleuropas der Akademie der Wissenschaften zu Göttingen.
Seine Forschungsschwerpunkte waren der Mittelmeerraum in der Spätantike und der Völkerwanderungszeit unter besonderer Berücksichtigung von Gallien, Spanien und Byzanz. Zu diesem Themenbereich verfasste er drei Monografien: Die byzantinische Stadt im 6. Jahrhundert (1969), die Geschichte der Westgoten (1970) und Adel, Kirche und Königtum im Westgotenreich (1971). Zur Geschichte der Ost- und Westgoten, der Franken, Sueben, Vandalen und Alamannen veröffentlichte Claude wichtige Aufsätze. Ein weiterer Forschungsbereich war die frühmittelalterliche Wirtschafts- und Sozialgeschichte. Claude verfasste außerdem Studien über die ostsächsischen Königspfalzen, Königshöfe und Reichsburgen.

## Schriften
- Der Handel im westlichen Mittelmeer während des Frühmittelalters (= Untersuchungen zu Handel und Verkehr der vor- und frühgeschichtlichen Zeit in Mittel- und Nordeuropa. Teil 2 = Abhandlungen der Akademie der Wissenschaften zu Göttingen. Philologisch-Historische Klasse. Folge 3, Nr. 144). Bericht über ein Kolloquium der Kommission für die Altertumskunde Mittel- und Nordeuropas im Jahre 1980. Vandenhoeck & Ruprecht, Göttingen 1985, ISBN 3-525-82427-0.
- Geschichte des Erzbistums Magdeburg bis in das 12. Jahrhundert. 2 Bände. Böhlau, Köln u. a. 1972–1975 (Zugleich: Marburg, Universität, Habilitations-Schrift, 1969/1970);
  - Band 1: Die Geschichte der Erzbischöfe bis auf Ruotger (1124) (= Mitteldeutsche Forschungen. Band 67, 1). 1972, ISBN 3-412-90072-9;
  - Band 2: Geschichte des Erzbistums Magdeburg bis in das 12. Jahrhundert (= Mitteldeutsche Forschungen. Band 67, 2). 1975, ISBN 3-412-11375-1.
- Adel, Kirche und Königtum im Westgotenreich (= Konstanzer Arbeitskreis für Mittelalterliche Geschichte. Vorträge und Forschungen. Sonderband 8). Thorbecke, Sigmaringen 1971, (online).
- Geschichte der Westgoten (= Urban-Taschenbücher. Band 128, ZDB-ID 995319-x). Kohlhammer, Stuttgart u. a. 1970, (In russischer Sprache und kyrillischer Schrift: Дитрих Клауде: История вестготов, Евразия, Санкт-Петербург 2002, ISBN 5-8071-0115-4).
- Die byzantinische Stadt im 6. Jahrhundert (= Byzantinisches Archiv. Heft 13). Beck, München 1969, (Index hierzu in: Günter Prinzing: Ortsnamenindex zu stadtgeschichtlichen Arbeiten aus der Byzantinistik. Harrassowitz, Wiesbaden 1994, ISBN 3-447-03538-2).
- Topographie und Verfassung der Städte Bourges und Poitiers bis in das 11. Jahrhundert (= Historische Studien. Heft 380, ZDB-ID 514152-7). Matthiesen, Lübeck u. a. 1960, (Zugleich: Berlin, Freie Universität, Dissertation, vom 22. Februar 1960).